# Diplotoxa victoriensis
Diplotoxa victoriensis är en tvåvingeart som beskrevs av Curtis W. Sabrosky 1955. Diplotoxa victoriensis ingår i släktet Diplotoxa och familjen fritflugor. Inga underarter finns listade i Catalogue of Life.